# 維德河
50°26′29″N 7°26′33″E / 50.44139°N 7.44250°E

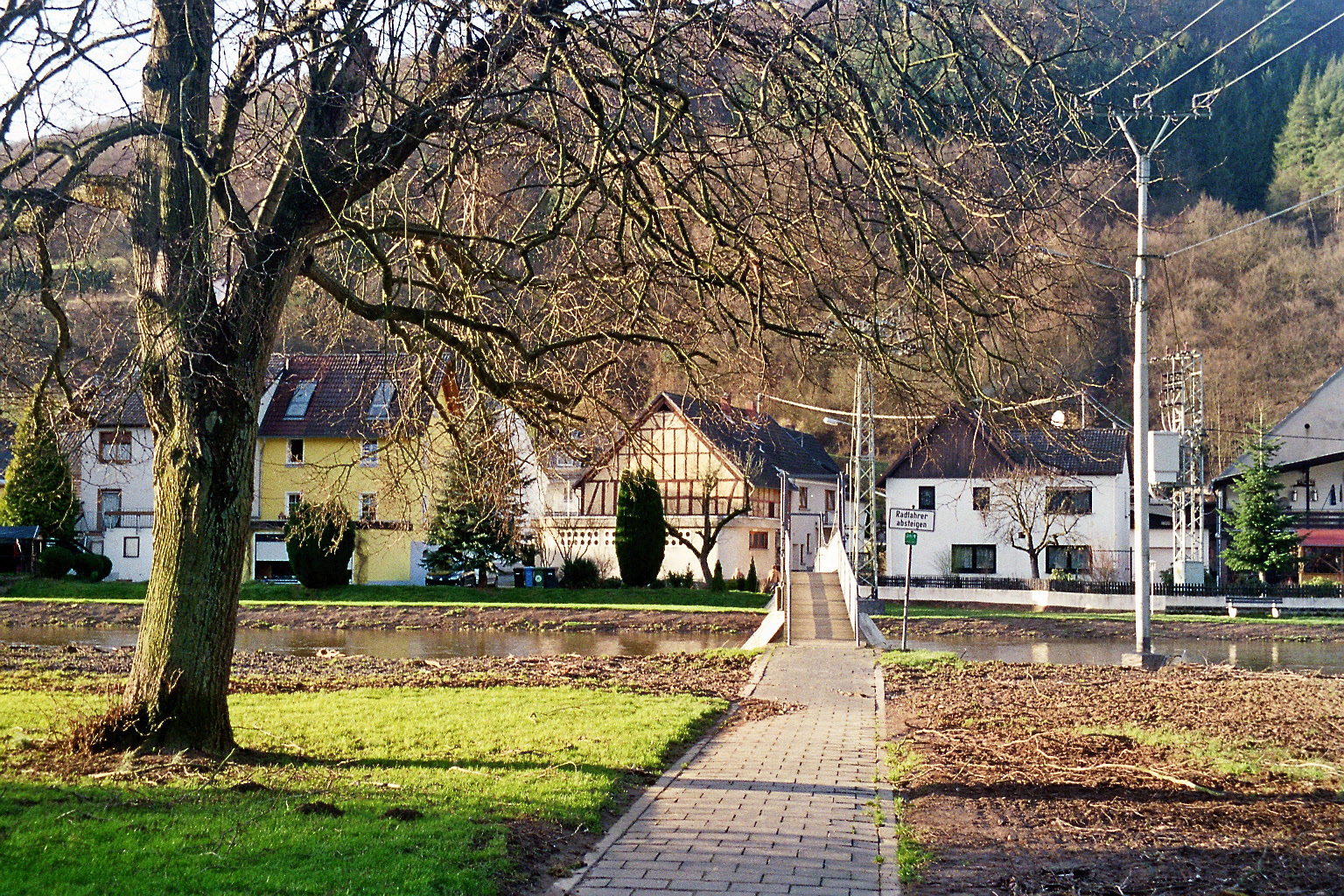

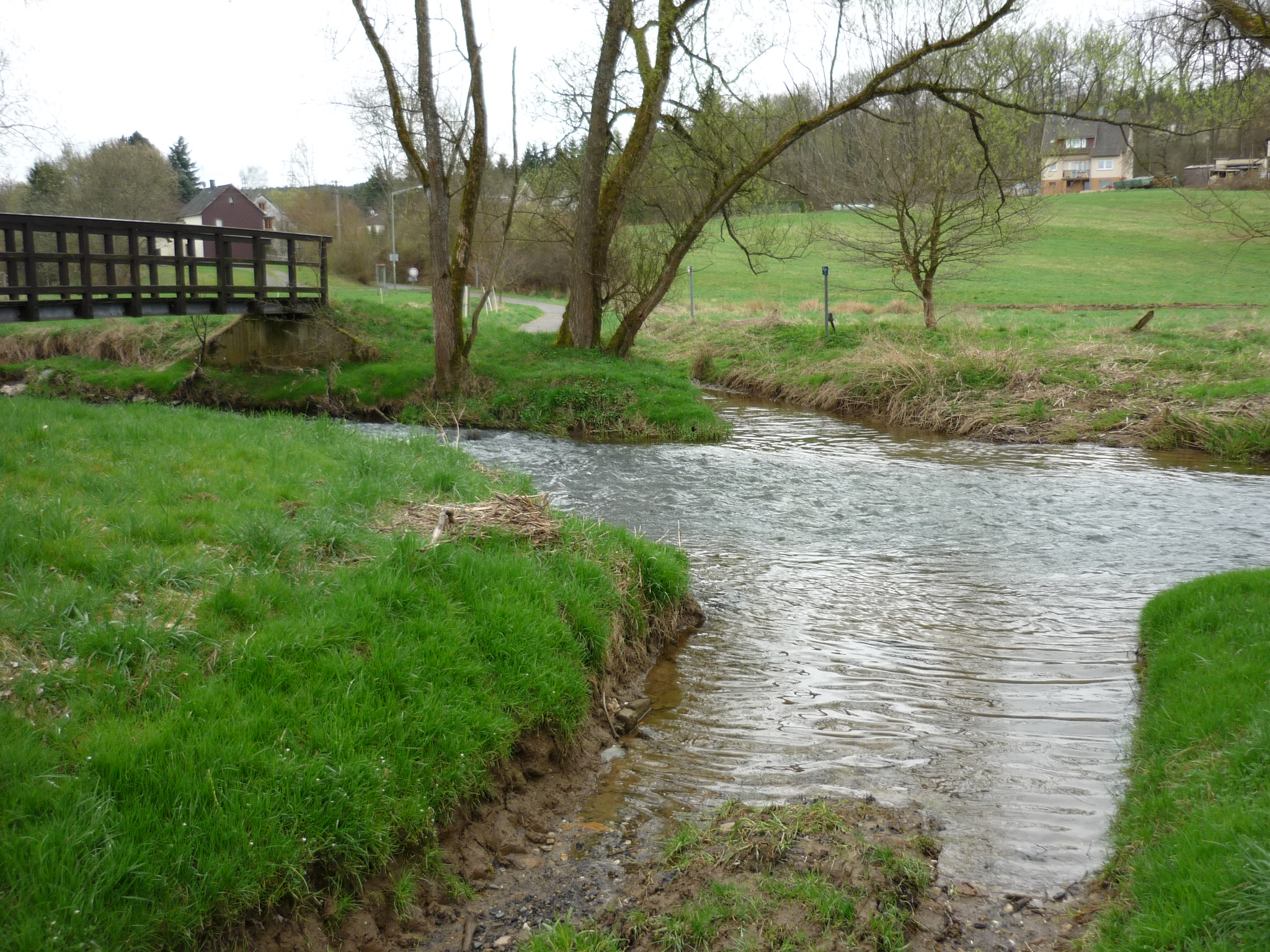

維德河（德語：Wied，發音：[viːt] ⓘ）是德國的河流，位於萊茵蘭-普法爾茨州，屬於萊茵河的右支流，河道全長102公里，流域面積770.8平方公里，發源自哈亨堡，流經阿爾滕基興和瓦爾德布賴特巴赫，河口處在新維德。